# Mesorhaga pseudolata
Mesorhaga pseudolata är en tvåvingeart som beskrevs av Jennifer L. Hollis 1964. Mesorhaga pseudolata ingår i släktet Mesorhaga och familjen styltflugor.
Artens utbredningsområde är Sri Lanka. Inga underarter finns listade i Catalogue of Life.